# مقدونیه (کنتاکی)
مقدونیه (به انگلیسی: Macedonia) یک منطقهٔ مسکونی در ایالات متحده آمریکا است که در شهرستان استیل، کنتاکی واقع شده‌است. مقدونیه ۳۳۰٫۱ متر بالاتر از سطح دریا قرار دارد.